# Чемпіонат Болгарії з футболу 1933
Державний чемпіонат Болгарії 1933 — 9-й сезон найвищого рівня футбольних змагань Болгарії. Чемпіоном вперше став Левські (Софія).

## Перший раунд
| Команда 1               | Рахунок    | Команда 2                 |
| ----------------------- | ---------- | ------------------------- |
| Борислав (Кюстендил)    | 3:2        | Петар Парчевич (Пловдив)  |
| Ботев (Ямбол)           | 0:0 1:0 дч | Чорноморець (Бургас)      |
| Напредак (Русе)         | 3:0        | Княгиня Марія-Луїза (Лом) |
| Шипченски сокол (Варна) | 3:0        | Чардафон (Габрово)        |
| Борислав (Стара Загора) | 0:0 1:0 дч | Левські (Свиленград)      |
| Левські (Плевен)        | 6:0        | Ботев (Враца)             |

## Другий раунд
Клуб Шипченски сокол (Варна) пройшов до наступного раунду після жеребкування.
| Команда 1        | Рахунок | Команда 2               |
| ---------------- | ------- | ----------------------- |
| Левські (Софія)  | 9:1     | Борислав (Кюстендил)    |
| Левські (Плевен) | 1:2     | Напредак (Русе)         |
| Ботев (Ямбол)    | 5:1     | Борислав (Стара Загора) |

## 1/2 фіналу
| Команда 1       | Рахунок | Команда 2               |
| --------------- | ------- | ----------------------- |
| Напредак (Русе) | 1:4     | Шипченски сокол (Варна) |
| Левські (Софія) | 3:1     | Ботев (Ямбол)           |

## Фінал
| Команда 1       | Рахунок | Команда 2               |
| --------------- | ------- | ----------------------- |
| 3 жовтня 1933   |         |                         |
| Левські (Софія) | 3:1     | Шипченски сокол (Варна) |